# Julio María Sosa (político)
Julio María Sosa Debrus (Montevideo, 8 de septiembre de 1879 - 27 de enero de 1931) fue un periodista y político uruguayo, perteneciente al partido Colorado. 
Fue el líder de su propia corriente política, el sosismo. 

## Biografía
Sus padres fueron Juan B. Sosa e Isabel Debrus. Si bien realizó cursos terciarios, nunca culminó una carrera universitaria
De destacada actuación como dirigente futbolístico, presidió el Club Atlético Peñarol en el periodo 1921-1928.

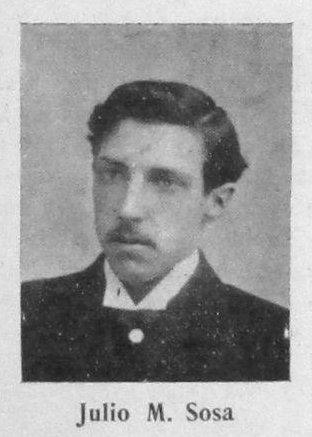
Un joven Sosa.

Falleció en 1931, rindiéndosele honores de Ministro. Sus restos descansan en el Cementerio Británico de Montevideo.

## Actividad política
Adherido al Partido Colorado, ocupó diversos cargos en la administración municipal de Montevideo.
Entre sus aportes se encuentra su decisiva intervención en la construcción del ex Parque de los Aliados, actual Parque José Batlle y Ordóñez
Fue diputado entre 1905 y 1914. Posteriormente, senador entre 1915 y 1920, y además miembro de la Asamblea Constituyente de 1916 a 1917. Otra vez diputado de 1920 a 1923.
Fue luego presidente del Consejo Nacional de Administración entre 1923 y 1925 y candidato a la Presidencia de la República.

## Actividad periodística
Fue director del diario El Día y de Diario Nuevo. Escribió monografías históricas como Confraternidad americana (1900), Lavalleja y Oribe (1902) y Maestros y escuelas (1916).